# François Bourdoiseau
François Julien Bourdoiseau, dit Sans-Peur ou le Petit-Sans-Peur, né le 13 décembre 1772 à Brée et mort le 26 mai 1824 à Saint-Jean-sur-Erve, était un chef chouan de la Mayenne durant la Révolution française dans la région de l'Erve et de la Charnie, particulièrement de Saint-Jean-sur-Erve et Vaiges.

## Biographie
François Julien Bourdoiseau est fils de Jean Bourdoiseau et de Thérèse Lambert, naît à Brée le 13 décembre 1772.
Il entre dans la chouannerie en prenant les armes dès 1792 (il prend part au mouvement d'Évron le 2 avril 1792). Il opère d'abord en Charnie avec Louis Courtillé  dit Saint-Paul.
Vers le début de l'été 1794, il devient l'un des principaux chefs chouans dans la région de Vaiges. Il est présent au rassemblement convoqué par Jambe d'Argent au bois de la Saudraie  pour préparer l'attaque du poste républicain d'Astillé du 20 juillet 1794.
Vers août 1794, il se réunit à Jacques Bruneau de la Mérousière dit « Monsieur Jacques ».
Capitaine des chouans de Saint-Jean-sur-Erve, il est alors chargé par Monsieur Jacques de lui ménager une entrevue avec Jambe d'Argent au château de Champfleury, afin qu'il lui transfère ses instructions (8 septembre 1794).
Il est présent à l'affaire de l'étang de la Ramée (28 septembre-28 septembre 1794), au combat de la Jupellière le 28 octobre 1794 et à l'attaque de Montsûrs menée par Monsieur Jacques le 12 décembre 1794. Il participe au combat des bois de Montecler et La Chapelle-Rainsouin le 6 janvier 1795, où 22 chouans repoussèrent un bataillon de la Garde nationale venu les attaquer.
Il paraît s'être rangé ensuite sous l'autorité de Le Chandelier, chef de canton des environs de Bazougers. Le 21 mars 1795, à Meslay, il signait avec ce dernier une adresse aux autorités de Laval par laquelle il les informait que les royalistes ne livreraient pas de grains tant que les cantonnements ne seraient pas levés. 
Dans le cadre des négociations de paix, il fut l'un des signataires du règlement de Bazougers, le 7 mai 1795.
Il reprit les armes à la rupture de la trêve et participa, avec Le Chandelier, à l'attaque d'un convoi, entre Saint-Aignan et Gennes, à la mi- septembre 1795. Dans ce combat, il eut l'occasion de dégager son chef, Le Chandelier, entouré par les Bleus.
Dans l'hiver 1795-1796, il opéra dans la division de Michel Jacquet dit Taillefer. Il se soumit à la pacification de 1796 mais fut l'un des premiers à reprendre les armes, dès lépoque du coup d'État du 18 fructidor (septembre 1797). Il fut alors signalé comme travaillant à rallumer l'insurrection dans le pays de Saint-Jean-sur-Erve.
En janvier 1799, il devint l'un des principaux officiers de Jean-Marie Mérille dit "Beauregard", nouvellement arrivé dans le pays pour y commander. Saint-Jean-sur-Erve ayant été occupé par les troupes républicaines à la suite de l'exécution d'un gendarme par les chouans dans une auberge du bourg, il signa avec Mérille une proclamation qui fut affichée dans le village, où il apparaissait comme chef de canton. Il opérait alors autour d'Évron avec Beauregard. Le 1er juin, il occupe Soulgé; le 4 juin, il prend part au combat de Saint-Jean-sur-Erve livré par Cyrille Jean Joseph Lavolvène, dit Chevalier de la Volvène. Le 5 juillet, il désarme la Forge d'Orthe à Saint-Martin-de-Connée, opère ensuite des réquisitions à Izé, Hambers, Jublains, Montourtier. Dans l'été 1799, il commandait notamment à des hommes de Saint-Léger. L'insurrection étant devenue générale, il devint chef de bataillon et commanda le 2e bataillon de la 7e légion, dite de Vaiges, qui comptait 542 fantassins et 24 cavaliers.
À la Restauration, il était métayer à Saint-Jean-sur-Erve. Son dossier militaire porte qu'« il n'a jamais cessé d'électriser les habitants; très brave et excellent sujet. À très bien fait la guerre. Très brave homme. »
Il reprit les armes aux Cent-Jours, en 1815, comme chef du 2e bataillon de la 7e légion.

## Sources et bibliographie
- « François Bourdoiseau », dans Alphonse-Victor Angot et Ferdinand Gaugain, Dictionnaire historique, topographique et biographique de la Mayenne, Laval, A. Goupil, 1900-1910 [détail des éditions] (BNF 34106789, présentation en ligne)
- Dictionnaire des chouans de la Mayenne, de Hubert La Marle, Association du souvenir de la chouannerie mayennaise, imp. de la manutention, Éditions régionales de l'Ouest, Mayenne, 2005
- Registres paroissiaux de Brée, Archives de la Mayenne, 1772, Brée BMS 1760-1780 - E dépôt 30/E7